# Dichte wespenorchis
De dichte wespenorchis of groene wespenorchis (Epipactis phyllanthes) is een Europese orchidee uit het geslacht Epipactis (wespenorchissen).
Het is een Atlantische soort met een zeer gefragmenteerde verspreiding, waardoor er sprake is van verschillende variëteiten. In België zijn twee vindplaatsen bekend.

## Etymologie en naamgeving
- Synoniem: Epipactis pendula C. Thomas 1942, E. cambrensis C. Thomas 1949, E. vectensis (T. & T.A. Stephenson) Brooke & Rose 1940
- Nederlands: Dichte wespenorchis, groene wespenorchis

De botanische naam Epipactis werd reeds door Theophrastos van Eresos, een filosoof en botanicus uit de Griekse oudheid gebruikt, maar waarschijnlijk voor een andere plant. De botanische naam Epipactis werd in 1757 door Johann Gottfried Zinn, een hoogleraar in de plantkunde aan de Georg-August-Universität Göttingen, aan dit geslacht toegekend.
De soortaanduiding phyllanthes is afkomstig van het Oudgriekse φύλλον, phullon (blad) en ἄνθος, anthos (bloem) en slaat op de vorm van de bloemlip.

## Kenmerken

### Plant
De dichte wespenorchis is een overblijvende, niet-winterharde geofyt. Het is een kleine (maximaal 45 cm), gedrongen plant met een stevige, vrijwel onbehaarde bloemstengel, meerdere in twee rijen verspreid staande ongevlekte bladeren en een lange, losbloemige, cilindrische tros met geelgroene hangende bloemen.

### Bladeren
De breed eironde tot langwerpige bladeren zijn betrekkelijk klein (maximaal 6 cm), aan de top lang toegespitst en met een gegolfde bladrand. De bladrand is duidelijk maar onregelmatig getand. De onderste schutbladen zijn langer dan de bloemen, de bovenste iets korter.

### Bloemen
De bloemen gaan zelden open en zijn meestal hangend klokvormig. De kelkbladen en kroonbladen hebben een spitsvormige top, geelachtig groen gekleurd, soms violet aangelopen. De lip bestaat uit twee delen, een hypochiel en een epichiel (typisch voor wespenorchissen). Het hypochiel is een ondiep kommetje, wit tot groen, binnenin donkerder en glimmend van de nectar. Het epichiel is driehoekig, langer dan breed, groenachtig wit of iets roze gekleurd. Het gynostemium heeft geen rostellum of viscidium. De pollinia zijn korrelig. Het vruchtbeginsel heeft een geelgroen aangelopen basis.
De bloeitijd is van begin juni tot eind juli.

### Variabiliteit
Bij de variëteit die in België is aangetroffen, var. degenera, is de lip slechts gedeeltelijk ontwikkeld, blijft de bloem meestal volledig gesloten, en is de plant dus cleistogaam.

## Habitat
De dichte wespenorchis is een soort van (half)beschaduwde plaatsen op droge tot licht vochtige, kalkrijke zandgronden, zoals schelpenrijke duinhellingen, kruipwilgstruikgewas, dennenbossen op zandgrond, boszomen, wegkanten en greppels.

## Voorkomen
De dichte wespenorchis komt voor in de Atlantische provincie van Europa, van Ierland, Denemarken en Duitsland in het noorden over België en Frankrijk (vooral in de Landes) tot Galicië en Cantabrië in het zuiden.
Het verspreidingsgebied is echter zeer versnipperd, zodat de populaties nauwelijks met elkaar in contact staan en er verschillende variëteiten zijn ontstaan. De soort is overal zeldzaam en slechts plaatselijk voorkomend.
Hij is bekend van twee plaatsen in de omgeving van Brussel in België.

## Taxonomie, verwante en gelijkende soorten
De dichte wespenorchis behoort tot het geslacht van de wespenorchissen, waarvan een tiental sterk gelijkende soorten in België en Nederland voorkomen.
Hij lijkt daarbij het meest op de brede wespenorchis, maar kan daarvan onderscheiden worden door de veel kleinere bladeren en de meestal gesloten bloemen.

## Bedreiging en bescherming
De soort staat op de Vlaamse Rode lijst van planten als 'met uitsterven bedreigd'.
In Frankrijk is de soort beschermd op regionaal niveau.
Sectie Arthrochilium

E. palustris (Moeraswespenorchis)

Sectie Cymbochilium

E. veratrifolia

Sectie Epipactis · Ondersectie Autogamepactis 

E. aspromontana · E. bugacensis · E. campeadori · E. cretica · E. danubialis · E. dunensis · E. flaminia · E. futakii · E. greuteri · E. komoricensis · E. leptochilla (Smallippige wespenorchis) · E. leptochila var. neglecta (Vergeten wespenorchis) · E. muelleri (Geelgroene wespenorchis) · E. nauosaensis · E. nordeniorum · E. olympica · E. peitzii · E. placentina · E. pontica · E. provincialis · E. rhodanensis · E. sancta · E. schubertiorum · E. voethi

Sectie Epipactis · Ondersectie Epipactis 

E. degenii · E. densifolia · E. dunensis · E. guegelii · E. helleborine (Brede wespenorchis) · E. helleborine subsp. neerlandica (Duinwespenorchis) · E. heraclea · E. lapidocampi · E. rhodanensis · E. tremolsii · E. turcica

Sectie Epipactis · Ondersectie Porphyreochromatae

E. bythinica · E. distans · E. lusiticana · E. meridionalis · E. pollinensis · E. pseudopurpurata · E. rechingeri · E. troodi · E. purpurata (Paarse wespenorchis)

Sectie Rhytidochilum

E. atrorubens (Bruinrode wespenorchis) · E. cardina · E. condensata · E. kleinii · E. microphylla (Kleinbladige wespenorchis) · E. spiridonovii · E. subclausa 

Sectie Ripariphilae

E. albensis · E. confusa · E. fageticola · E. fibri · E. gracilis · E. mecsekensis · E. persica · E. phyllanthes (Dichte wespenorchis) · E. tallosii